# Jorge Wagner Góes Conceição
Jorge Wagner Goés Conceição eller Jorge Wagner är en brasiliansk fotbollsspelare född den 17 november 1978. Han spelar oftast som vänstermittfältare.